# كريس أودود
كريس أودود (بالإنجليزية: Kris O'Dowd)‏ هو لاعب كرة قدم أمريكية أمريكي، ولد في 14 مايو 1988 في توسان في الولايات المتحدة.

## وصلات خارجية
- كريس أودود على موقع مرجع كرة القدم المحترفة.كوم (الإنجليزية)